# طبیعت وحش (فیلم)
«طبیعت وحش» (انگلیسی: Wilderness (film)) فیلمی در ژانر ترسناک و اسلشر است که در سال ۲۰۰۶ منتشر شد. از بازیگران آن می‌توان به شان پرتوی و توبی کبل اشاره کرد.